# Лють (фільм, 1978)
Лють (англ. The Fury) — американський трилер з елементами жахів 1978 року режисера Брайана Де Пальми.

## Сюжет
Колишній агент ЦРУ Пітер Сандза, перебуває на відпочинку в Ізраїлі разом зі своїм сином Робіном і другом Беном Чілдрессом. Несподівано на курорт нападають арабські терористи. Поки Пітер намагається впоратися з ситуацією і мало не гине, його сина викрадають і відвозять у невідомому напрямку. Через рік Пітер намагається відшукати свого сина і єдиним шансом для нього стає 17-річна Гілліан, що володіє екстрасенсорними здібностями.

## У ролях
| Актор                | Роль                   |
| -------------------- | ---------------------- |
| Кірк Дуглас          | Пітер Сандза           |
| Джон Кассаветіс      | Бен Чілдресс           |
| Керрі Снодгресс      | Гестер                 |
| Чарльз Дернінг       | доктор Джим МакКівер   |
| Емі Ірвінг           | Джилліан Белавер       |
| Фіона Льюїс          | доктор Сьюзен Чарльз   |
| Денніс Франц         | Боб Еджелстон          |
| Ендрю Стівенс        | Робін Сандза           |
| Керол Єва Россен     | доктор Еллен Ліндстром |
| Рутану Олда          | Крістен                |
| Джойс Істон          | Кетрін Белавер         |
| Вільям Фінлі         | Раймонд Данвуді        |
| Джейн Ламберт        | Вівіан Нукеллс         |
| Сем Лоус             | Блекфіш                |
| Дж. Патрік МакНамара | Робертсон              |
| Еліс Нанн            | місіс Каллахан         |
| Мелоді Томас Скотт   | Ларю                   |
| Гіларі Томпсон       | Шеріл                  |
| Пет Біллінгслі       | Ландер                 |
| Дж.П. Бамстед        | Грін                   |
| Деріл Ханна          | Пем                    |